# Joaquín Rodríguez Espina y García del Real
Joaquín Rodríguez Espina y García del Real   (Oviedo, 19 d'agost de 1819 - Madrid, 10 de juliol de 1887), fou un militar asturià, Capità general de les Illes Balears durant el regnat d'Alfons XII d'Espanya.
Va ingressar a l'exèrcit el 1835 i participà en la primera guerra carlina. Va lluitar a Santander, Puente la Reina. Montejurra, Aldeanueva de Ebro i Rincón de Soto, pels que li fou atorgada la Creu de Sant Ferran de Primera Classe. En 1837 participà en els combats d'Osca, Barbastre i Guissona, on fou ferit al coll, i posteriorment a l'assalt de Morella. En 1838 fou ascendit a tinent i en 1839 participà en els combats de Castellote, Beseit i Berga.
Vinculat a Baldomero Espartero, després del pronunciament de 1841 fou apartat de la Guàrdia Reial, però en 1843 fou destinat a Andalusia amb Espartero i ascendit a capità. Després fou enviat a la guerra dels matiners, destacant a Sant Esteve d'en Bas. En 1851 fou comandant militar de Santa Coloma de Farners i en 1852 fou traslladat a Menorca. Després de vicalvarada fou guardonat amb l'Orde de Carles III i en 1860 va anar a la guerra d'Àfrica, on fou ferit a Tetuan i participà en la batalla de Wad Ras. En 1864 ascendí a tinent coronel i en 1866 participà en la repressió de la Revolta de la caserna de San Gil. També va participar en la batalla del Pont d'Alcolea sota les ordres de Novaliches.
En 1872 fou nomenat governador militar de la Seu d'Urgell i va combatre a la tercera guerra carlina. En 1874 va ascendir a mariscal de camp i participà en l'aixecament de Bilbao. En 1876 fou ajudant de camp d'Alfons XII i en 1877 ascendí a tinent general. En 1877 fou nomenat Capità general de Granada i de 1878 a 1883 fou Capità general de les Illes Balears. En 1883 fou nomenat capità general de Canàries però rebutjà el càrrec. En 1884 fou nomenat capità general de Navarra i en 1885 president de la Secció 1a de la Junta Consultiva de Guerra.